# Klaus Fischer (Unternehmer)
Klaus Artur Fischer (* 17. August 1950 in Freudenstadt) ist deutscher Unternehmer und Mehrheitsgesellschafter der Fischer Holding.

## Leben
Nach dem Studium an der FH Konstanz von 1971 bis 1975 und dem Abschluss zum Dipl.-Ing. FH trat Fischer 1975 in die fischerwerke ein. Zum 1. April 1976 wurde er Technischer Geschäftsführer, 1980 Gesamt-Geschäftsführer. Das Unternehmen wurde von seinem Vater, Artur Fischer, gegründet.
Unter Klaus Fischer wuchs die Bedeutung des Auslandsgeschäfts des 1948 gegründeten Unternehmens. Die Zahl der Landesgesellschaften stieg von sechs (1980) auf 47 in 35 Ländern (2018). Damit ging die Diversifizierung der Produktpalette einher. Der Bereich fischer automotive systems (Kinematikkomponenten für den Fahrzeuginnenraum) geht auf ein 1981 eingeführtes Aufbewahrungssystem für Kompaktkassetten (fischer CBOX) zurück und ist heute das zweitwichtigste Standbein des Unternehmens. 2004 kam mit der fischer Consulting eine Prozessberatungstochter als vierter Unternehmensbereich hinzu. Das wichtigste Geschäftsfeld Befestigungstechnik erweiterte Klaus Fischer um chemische Befestigungssysteme – auch durch den Zukauf von Firmen (Upat 1993, Rocca 1997). Seit der Übernahme der Gesamtverantwortung durch Klaus Fischer 1980 hat sich der Umsatz der Unternehmensgruppe fischer mehr als verzehnfacht (von 80 auf 887 Millionen Euro). Das Familienunternehmen verkauft seine Produkte in mehr als 100 Ländern.
In den 80er Jahren führte Klaus Fischer ein Leitbild ein, das für alle im Unternehmen tätigen Personen verbindlich ist. In diesem Leitbild ist neben den Unternehmenszielen auch das Unternehmensleitbild von fischer – innovativ, eigenverantwortlich, seriös – definiert. 2001 führte Klaus Fischer das fischer ProzessSystem (fPS) ein, eine Strategie zur kontinuierlichen Verbesserung aller Unternehmensprozesse auf der Basis des japanischen Kaizen-Gedankens. Für seine Prozessoptimierung erhielt fischer 2008 mehrere Preise.
In den 1990er Jahren übernahm er die Mehrheit der Gesellschafteranteile, seit 2001 gehörten ihm 98 Prozent der Anteile an der Unternehmensgruppe fischer und jeweils ein Prozent seinen Söhnen Frank und Jörg Klaus. Aktuell (2014) liegen 40 % der Anteile bei den beiden Söhnen und 60 % bei Klaus Fischer. Sohn Jörg Klaus übernahm im Frühjahr 2011 die Unternehmensleitung; etwa ein Jahr später verließ er das Unternehmen auf eigenen Wunsch. Damit ist der Generationswechsel im Familienunternehmen vorerst gescheitert.  Anfang 2018 hat Klaus Fischer den Vorsitz der Geschäftsführung an Marc-Sven Mengis übergeben.
Fischer ist verheiratet.

## Sonstige Tätigkeiten
Fischer ist ehrenamtliches Jurymitglied bei „Top 100“, einer Auszeichnung für die innovativsten Unternehmen im deutschen Mittelstand.

## Ehrungen
- Wirtschaftsmedaille des Landes Baden-Württemberg (25. Januar 1996)
- Ehrensenator der Universität für Bodenkultur, Wien (14. Oktober 1997)
- Ehrensenator der Universität Stuttgart (22. Oktober 1999)
- Verdienstkreuz am Bande des Verdienstordens der Bundesrepublik Deutschland (25. Juli 2001)
- Ehrenmedaille der Ortschaft Altheim (17. März 2006)
- Bürgermedaille der Gemeinde Waldachtal (9. Mai 2006)
- Ehrenprofessor der Tongji-Universität Shanghai (31. Januar 2007)
- Bundesverdienstkreuz 1. Klasse (4. September 2007)
- Stadtsiegel von Padua, höchste Auszeichnung der Universitätsstadt (25. April 2009)
- Grashof-Denkmünze des Vereins Deutscher Ingenieure (14. Mai 2013)[9]
- Verdienstorden des Landes Baden-Württemberg (2018)
- Ehrendoktorwürde im Ingenieurwesen für Sicherheit im Bauwesen und Industrie der Universität Padua, Italien (2021)[10]
- Ehrendoktorwürde der Universität Stuttgart (2024)[11]